# Orange Link
Orange Link était un logiciel propriétaire de messagerie instantanée et de visioconférence gratuit proposé par Orange.
Son ancien nom était Livecom. Il succédait au Messager Wanadoo et à Wanadoo Visio.

## Présentation
Il proposait des fonctions de : 
- messagerie instantanée ;
- téléphonie ;
- visiophonie ;
- conférence audio et vidéo à plusieurs, jusqu'à 9 personnes ;
- envoi de SMS ;
- jeux vidéo.

Les communications audio/vidéo étaient gratuites sur Internet (poste à poste) et payantes vers d'autres terminaux. Les communications étaient possibles en audio avec un téléphone RTC ou mobile, et en visio avec un visiophone Maligne Visio ou un téléphone mobile 3G. Il était possible d'appeler ou de se faire appeler : un numéro de téléphone était attribué à l'utilisateur. Un répondeur réseau audio/vidéo permettait de recevoir des messages lorsqu'on est déconnecté.
Autres fonctions :
- la voix sur IP ou la visioconférence fonctionnait même sur une connexion Internet partagée (derrière un routeur ADSL ou Wi-Fi), ce qui est souvent un problème pour d'autres logiciels ;
- la fonction drag & stream permettait de diffuser de la musique ou une vidéo chez son correspondant.

Orange Link utilisait Jabber dénormalisé et eConf.

## Fin du service
Depuis le 26 avril 2007, le service Orange Link n'est plus disponible, il est remplacé par Orange Messenger by Windows Live qui utilise Windows Live Messenger, le protocole propriétaire de Microsoft.